# Bosquito
Bosquito — румунський рок-гурт, заснований 1999 року в Брашові. Нинішній склад групи складається з вокаліста/гітариста Помилка Lua у Модуль:Не_перекладено у рядку 253: attempt to index local 'neededTitle' (a nil value).а, барабанщика Доріна Цару, гітариста Чипріана Паскаля, і басиста Остіна Джессі Мітчела.
За роки існування гурт видав 5 студійних альбомів та 12 радіосинглів. До більшості з них відзняті відеокліпи.
- 2000 року вийшов дебютний альбом з однойменною назвою «Bosquito», що включає дебютний сингл «Pas cu Pas».
- 2002 року вийшов альбом «Sar Scântei!», сингли з якого: «Pepita», «Hopa Hopa» та «Două Mâini» посідали високі позиції у Топ-100 Румунія[1]. Також був відзнятий кліп до пісні «Țigano».
- 2003 року вийшов альбом «Cocktail Molotov», до якого увійшов сингл: «Bosquito».
- 2004 року виходить альбом «Farame Din Soare». До пісень: «Tu Esti Iubita Mea» та «Marcela» були представлені відео.
- В період з 2005 до 2011 року гурт не випускає нових пісень, і робить перерву в творчості. 2011 року гурт знову об'єднується, але в зміненому складі. Виходить у світ сингл «Când Îngerii Pleacă».
- 2014 року виходить альбом «Babylon», що включає треки: «Întuneric În Culori» та «Prieteni».

## Дискографія

### Альбоми
- 2000: Bosquito
- 2002: Sar Scântei
- 2003: Cocktail Molotov
- 2004: Fărâme Din Soare
- 2014: Babylon

### Сингли та відеокліпи
| Рік  | Назва                                                | Опис відео | Жанр                           |
| ---- | ---------------------------------------------------- | --- | ------------------------------ |
| 2000 | «Pas cu Pas»                                         | |                                |
| 2001 | «Hopa Hopa»                                          | | поп-рок                        |
| 2001 | «Două Mâini»                                         | На відео учасники гурту грають у кімнаті, де одночасно показані стосунки двох закоханих. | альтернативний рок, поп-рок    |
| 2002 | «Pepita»                                             | На відео музиканти грають у циганському містечку біля будинку жінки, яка спостерігає за ними з балкону, обливає їх водою, а також радіє всередині кімнати. Наприкінці відео жінка спускається вниз та вокаліст запрошує її до танцю. | латин-рок                      |
| 2002 | «Țigano»                                             | Відео було відзняте в з ефектом чорно-білого кольору в одному з отелів. Розповідається історія невдалого кохання чоловіка та жінки, яка (ймовірно) займається інтимом за гроші.                                                      | рок                            |
| 2003 | «Bosquito»                                           | |                                |
| 2004 | «Tu Esti Iubita Mea»                                 | Відео показує кадри спогадів кохання молодої сім'ї, жінка з якої помирає. Наприкінці Раду Альмашан кладе квіти до її могили. | альтернативний рок, пост-гранж |
| 2004 | «Marcela»                                            | Дії відбуваються в будинку дівчини вокаліста, до якої він запросив гостей та отримує задоволення. Сенс відео переплітається з текстом, де описано, що вокаліст з'їхав з глузду, очікуючи дівчину, та вирішив розважитись.            | латин-рок, пост-гранж          |
| 2011 | «Când Îngerii Pleacă»                                | | альтернативний рок, піано-рок  |
| 2012 | «Întuneric în culori» (feat. Ovidiu Lipan Țăndărică) | | альтернативний рок             |
| 2014 | «Prieteni»                                           | |                                |